# Abraxas tortuosaria
Abraxas tortuosaria là một loài bướm đêm trong họ Geometridae.